# Ганс Штерн
Ганс Штерн (нім. Hans Stern; 2 травня 1907, Кассель — 30 березня 1972) — німецький офіцер, оберштурмбаннфюрер СС, оберстлейтенант бундесверу. Кавалер Лицарського хреста Залізного хреста.

## Біографія
В 1937 році вступив у вермахт, закінчив військове училище. Учасник Польської і Французької кампаній, а також німецько-радянської війни, командир 3-ї роти 11-го танкового полку 6-ї танкової дивізії. В 1943 році переведений у війська СС, служив у важких танкових частинах. Член СС (посвідчення №473 651). З 29 березня 1945 року — командир танкової бригади СС «Вестфалія». В кінці 1950-х років вступив у бундесвер. 31 грудня 1962 року вийшов у відставку.

## Нагороди
- Німецька імперська відзнака за фізичну підготовку в бронзі
- Залізний хрест
  - 2-го класу (26 вересня 1939)
  - 1-го класу (39 червня 1940)
- Нагрудний знак «За танкову атаку» в сріблі
- Лицарський хрест Залізного хреста (15 липня 1941)
- Медаль «За зимову кампанію на Сході 1941/42»